# Джеймс Клей
Джеймс Клей (англ. James Clay), повне ім'я Джеймс Ерл Клей (англ. James Earl Clay; 8 вересня 1935, Даллас, Техас — 1 січня 1994, там само) — американський джазовий тенор-саксофоніст і флейтист.

## Біографія
Народився 8 вересня 1935 року в Далласі, штат Техас. У школі навчився грати на альт-саксофоні. Почав грати професійно з директором школи, який брав його на концерти. Дебютував у студії з Лоуренсом Мараблом у 1957 році для Jazz West в Лос-Анджелесі. Записувався з Редом Мітчеллом (1957). У 1958 році повернувся до Далласа; у 1959 році проходив службу в армії.
У 1960 році записав два альбоми як соліста на лейблі Riverside. The Sound of the Wide Open Spaces!!!! був записаний з Девідом «Фетгед» Ньюменом (ще одним техаським тенор-саксофоністом), піаністом Вінтоном Келлі, басистом Семом Джонсом і ударником Артом Тейлором. В наступному альбомі A Double Dose of Soul, до запису якого Клей залучив музикантів гурту Кеннонболла Еддерлі (корнетист Нет Еддерлі, вібрафоніст Віктор Фелдмен, Сем Джонс і ударник Луї Гейз), а також піаніста Джин Гарріс; Клей, окрім саксофона, грає також і на флейті. Записувася з Весом Монтгомері (1960), Генком Кроуфордом (1964).
Жив і грав переважно у Техасі до кінця свого життя, однак виступив у Нью-Йорку з Редом Гарлендом в Lush Life наприкінці 1970-х. У 1988 році корнетист Дон Черрі вмовив його записати альбом Art Deco.
Помер 1 січня 1994 року в Далласі у віці 58 років.

## Дискографія
- The Sound of the Wide Open Spaces!!!! (Riverside, 1960) з Девідом «Фетгед» Ньюменом
- A Double Dose of Soul (Riverside, 1960)